# ویکتور بورژوا

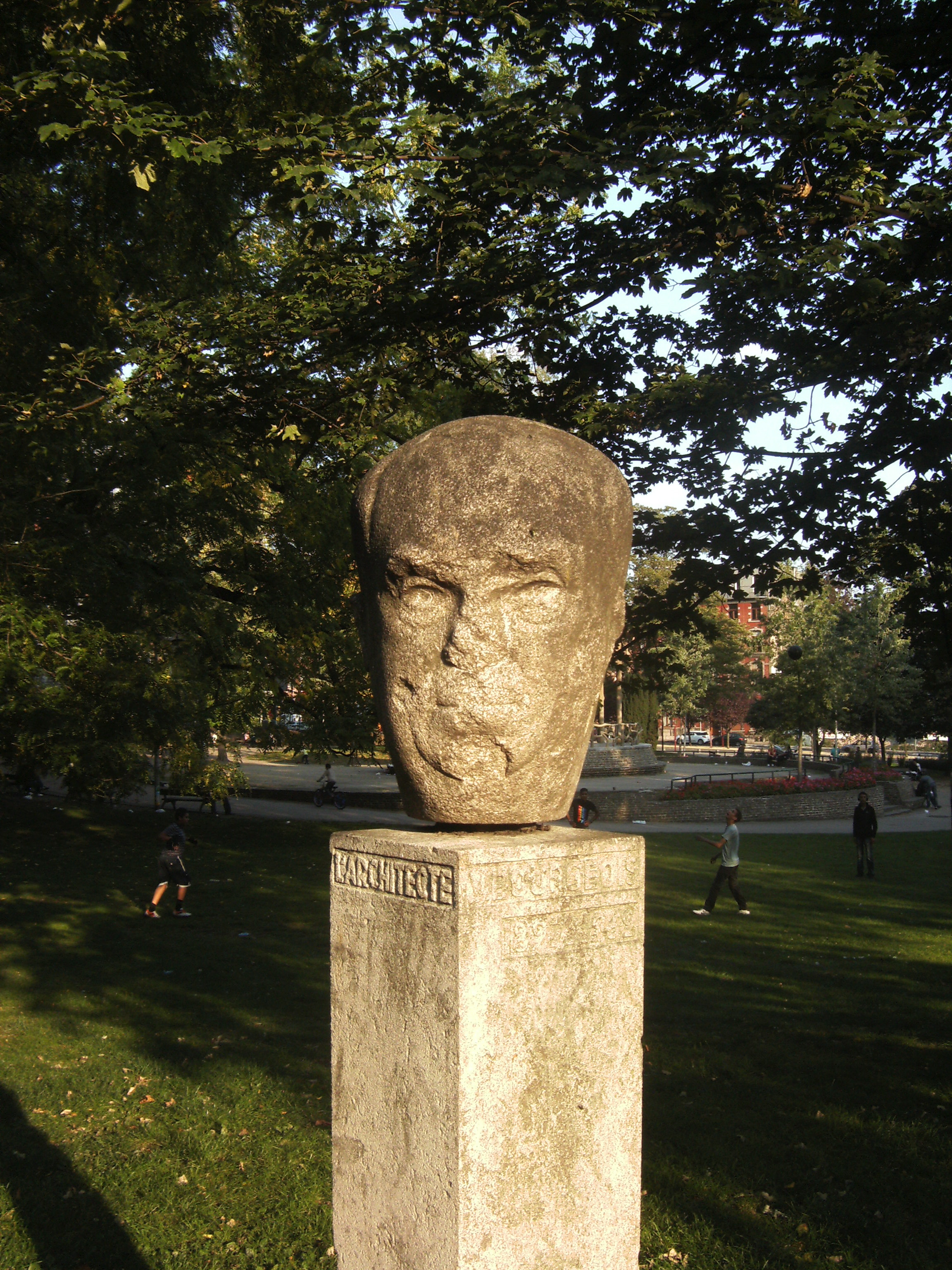
ویکتور بورژوا

 ویکتور بورژوا (انگلیسی: Victor Bourgeois؛ ۲۹ اوت ۱۸۹۷ – ۲۴ ژوئیهٔ ۱۹۶۲) یک معمار اهل بلژیک بود.